# Resurreccionistas en el Reino Unido

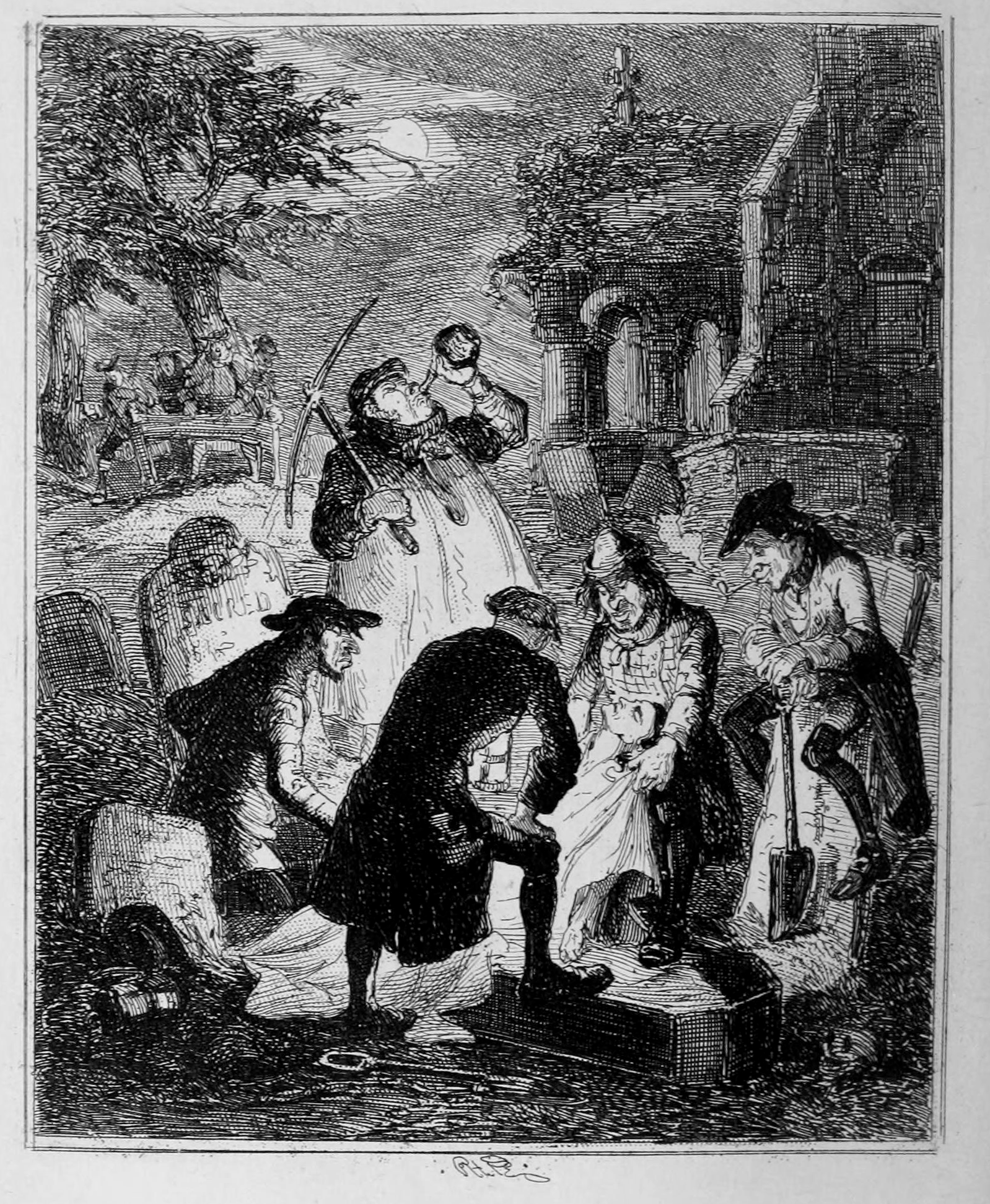
Resurrectionists (1847), obra de Hablot Knight Browne. Esta ilustración acompaña un relato acerca de John Holmes y Peter Williams que, por desenterrar cadáveres en 1777, fueron azotados públicamente desde Holborn hasta St. Giles (Londres).

Los resurreccionistas  eran ladrones de cadáveres a quienes solían recurrir los anatomistas en el Reino Unido durante los siglos XVIII y XIX para exhumar los cuerpos de las personas que habían fallecido recientemente. Entre 1506 y 1752, sólo se disponía de unos cuantos cadáveres al año para la investigación anatómica. La oferta creció cuando, en un intento de aumentar el efecto disuasorio de la pena de muerte, el Parlamento aprobó la Ley de Asesinatos de 1751. Al permitir que los jueces, en vez de someter a los criminales ejecutados a la exhibición pública, dictaminaran que sus cuerpos podían usarse para disección (un destino que, por lo general, era visto con horror), la nueva ley causó que incrementara considerablemente el número de cadáveres a los que los anatomistas podían tener acceso de manera legal. De todos modos, esto resultó insuficiente para satisfacer las necesidades de los hospitales y centros de enseñanza que se abrieron durante el siglo XVIII. Los cadáveres y sus partes se convirtieron en mercancías pero, aunque el público en general aborrecía la práctica del desenterramiento, los cuerpos no eran legalmente propiedad de nadie. Por lo tanto, los resurreccionistas operaban en una especie de área gris o laguna jurídica.
No obstante, los resurreccionistas a quienes se les sorprendiera en el ejercicio de su oficio corrían el riesgo de sufrir agresiones físicas. Entre las medidas que se tomaron para detenerlos figuraba el aumento de la seguridad en los cementerios. Había guardias nocturnas que patrullaban las tumbas, los ricos colocaban a sus muertos en féretros seguros y se usaban barreras físicas, tales como rejas funerarias o vallas metálicas y pesadas losas de piedra que dificultaban la extracción de los cadáveres. Los ladrones de cadáveres no fueron los únicos que se vieron atacados. En la opinión pública, la ley de 1751 convertía a los anatomistas en agentes de la ley, en ejecutores de la pena de muerte. Era habitual que se produjeran disturbios en los sitios de ejecución, donde los anatomistas recogían los cadáveres legales.
La situación alcanzó un punto crítico tras los asesinatos de Burke y Hare en 1828. El Parlamento reaccionó mediante la creación de la Comisión Especial de Anatomía de 1828, cuyo informe destacaba la importancia de la ciencia anatómica y recomendaba la disección de los cadáveres de personas indigentes. En respuesta al descubrimiento en 1831 de una banda conocida como  London Burkers, quienes al parecer seguían el modelo de Burke y Hare, el Parlamento debatió un proyecto de ley presentado por Henry Warburton, autor del informe de la comisión especial. Aunque no declaraba ilegal el robo de cadáveres, la Ley del Parlamento resultante puso fin a la actividad de los resurreccionistas al permitir que los anatomistas tuvieran acceso a los cadáveres de las instituciones denominadas como workhouses.

## Antecedentes jurídicos

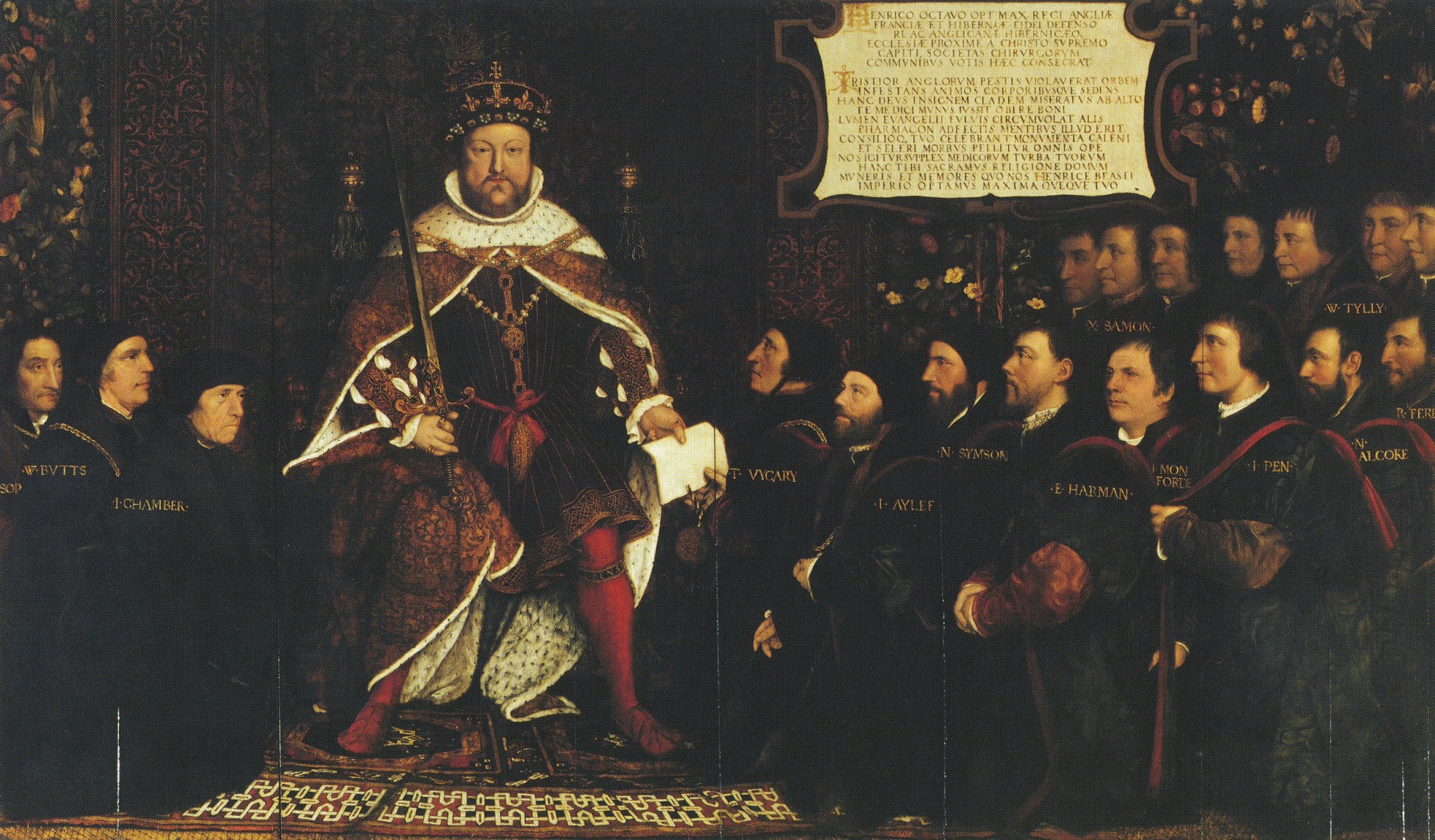
Henry VIII and the Barber Surgeons (1543), por Hans Holbein el Joven. La investigación anatómica con cadáveres humanos se legalizó en Inglaterra en 1540.

Profesionales de la medicina han diseccionado cadáveres humanos al menos desde el siglo III a. C. Sin embargo, a través de la historia, las opiniones religiosas imperantes acerca de la profanación de cadáveres a menudo causaban que este trabajo se realizara en secreto. La Iglesia Católica prohibió la disección humana hasta el siglo XIV, cuando se registró la primera disección de un cadáver en Bolonia. Hasta entonces, la investigación anatómica se había limitado a la disección de animales. En Gran Bretaña, la disección humana estuvo prohibida por ley hasta 1506, cuando el rey Jacobo IV de Escocia concedió el patronazgo real a los barberos cirujanos de Edimburgo, lo que les permitió diseccionar los «cuerpos de ciertos criminales ejecutados». Inglaterra le siguió en 1540, cuando Enrique VIII concedió el patronazgo a la Compañía de Barberos-Cirujanos, lo que les permitió el acceso a cuatro criminales ejecutados por año. Posteriormente, Carlos II aumentó esta cifra a seis criminales por año. En 1564, Isabel I concedió al Royal College of Physicians el derecho a diseccionar a cuatro criminales por año.
Durante el siglo XVIII se establecieron en Gran Bretaña varios hospitales y centros de enseñanza importantes. Sin embargo, debido a que había muy pocos cadáveres disponibles de manera legal para realizar disecciones, estas instituciones experimentaron graves dificultades. Algunas autoridades locales ya habían intentado paliar el problema, con poco éxito. En 1694, Edimburgo les permitió a los anatomistas diseccionar cadáveres que hubieran sido: 

(...) hallados muertos en la calle, además de los cuerpos de aquellos que hubieran muerto de forma violenta (…) que no tuvieran a nadie a quien pertenecieran.

Se entregaban los cadáveres de las víctimas de suicidio, los bebés que habían fallecido al nacer y también los cadáveres no reclamados de niños abandonados. Pero aunque contaban con el apoyo del derecho consuetudinario, en ocasiones los anatomistas se topaban con dificultades para recoger lo que se les concedía. Las multitudes, impulsadas por el resentimiento ante la facilidad con que se aplicaba la pena de muerte y movidas por creencias supersticiosas, a veces buscaban que las autoridades no tuvieran acceso a los cadáveres de los delincuentes ejecutados. Era común que se produjeran motines en los sitios de ejecución. En 1749, preocupado por posibles disturbios, el Sheriff de la Ciudad de Londres hizo caso omiso de los cirujanos y entregó los difuntos a sus familiares.
Estos problemas, junto con el deseo de aumentar el efecto disuasorio de la pena de muerte, dieron lugar a la aprobación de la Ley de Asesinatos de 1751. En ella se exigía que: 

(...) todo asesino, tras su ejecución, sea diseccionado o colgado con cadenas.

La disección se consideraba, por lo general, «un destino peor que la muerte». La decisión de concederles a los jueces la potestad de sustituir la horca  por la disección era un intento de invocar ese horror. Aunque la ley permitió que los anatomistas tuvieran acceso a muchos más cadáveres que los que estaban antes disponibles, resultó insuficiente. En un intento de aumentar el suministro, algunos cirujanos ofrecían dinero para pagar los gastos de la prisión y los costos de las ropas funerarias de los condenados. Además, sobornaban a los funcionarios presentes en el sitio de la horca, lo que a veces llevaba a situaciones lamentables en las que los cadáveres que no se habían dispuesto legalmente para su disección se entregaban de todos modos.

## Mercantilización
Los casos documentados de robo de tumbas con fines médicos se remontan a 1319. Es probable que Leonardo da Vinci, polímata del siglo XV, haya diseccionado en secreto unos 30 cadáveres, aunque se desconoce su procedencia. En Gran Bretaña, la práctica parece haber sido habitual a principios del siglo XVII. Por ejemplo, el epitafio de la lápida de William Shakespeare en el cancel de la Iglesia de la Santísima Trinidad de Stratford-upon-Avon reza: 

Buen amigo, por Jesús, abstente de cavar el polvo aquí encerrado. Bendito sea el hombre que respete estas piedras y maldito el que remueva mis huesos.

En 1678, hubo sospechas acerca de la participación de anatomistas en la desaparición del cadáver de una persona romaní que había sido ejecutada. Los contratos emitidos en 1721 por el Colegio Real de Cirujanos de Edimburgo incluyen una cláusula en la que se ordena a los estudiantes a no participar en exhumaciones, lo que sugiere, según la historiadora Ruth Richardson, que los estudiantes ya estaban haciendo exactamente lo contrario. Los alumnos acompañaban, como observadores, a los ladrones profesionales de cuerpos. Se presume que obtenían y pagaban sus estudios con cadáveres humanos, lo que quizá indica que sus tutores eran cómplices en estas actividades.
Durante mucho tiempo se ha pensado que la sustracción no autorizada de cadáveres de los cementerios londinenses se convirtió en algo habitual en la década de 1720 y que, probablemente, los cadáveres frescos habían sido objeto de mercantilización, quizá como resultado directo de la falta de cuerpos disponibles de forma legal para la investigación anatómica. Investigaciones recientes han descubierto y examinado una serie de casos tempranos de robo de cadáveres en cementerios. Estos casos sugieren que la práctica surgió en Londres durante la década de 1710. También, que los primeros juicios por robo de cadáveres de los que se tiene conocimiento probablemente sentaron precedente judicial en Londres. Además, que los robos solían estar bien organizados y que eran realizados por delegados. La mayoría de estos incidentes, si no todos, fueron perpetrados por cirujanos educados en el hospital universitario de Saint Thomas, quienes sobornaban a sacristanes y sepultureros corruptos para que robaran cadáveres en su nombre, que luego diseccionaban durante ciclos privados de conferencias sobre anatomía.
Tanto los cadáveres como sus partes se comercializaban como cualquier otra mercancía: empacados en recipientes adecuados, preservados con sal, almacenados en bodegas y muelles y transportados en carros, carretas y barcos. Impulsadas por la feroz competencia, las escuelas de anatomía solían pagar más puntualmente que sus pares, entre los que se incluían cirujanos, artistas y otras personas interesadas en la anatomía humana. Tal como declaró un ladrón de cadáveres: «un hombre puede ganarse bien la vida con ello, si es un hombre sobrio, actúa con criterio y abastece a las escuelas».

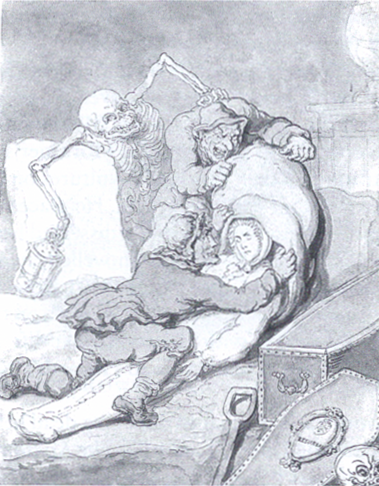
Resurrection Men, por Thomas Rowlandson. Mientras les observa un esqueleto, dos ladrones de cuerpos introducen un cadáver exhumado en un saco.

Ya para finales del siglo XVIII en Londres, los anatomistas habían delegado casi por completo el robo de tumbas a los ladrones de cadáveres o, como se les conocía comúnmente, a los resurreccionistas. Una banda de quince miembros, descubierta en Lambeth, un municipio de Londres, en 1795, estaba formada por «ocho cirujanos de reputación pública y un hombre que se hacía llamar Articulador». El informe acerca de sus actividades menciona un precio de dos guineas y una corona por un cadáver, seis chelines por el primer pie y nueve peniques por pulgada «por todo lo que mida más de largo». Estos precios no eran en absoluto fijos. El valor de los cadáveres en el mercado negro variaba considerablemente. En su testimonio ante la Comisión Especial de Anatomía de 1828, el cirujano Astley Cooper declaró que, en ese año, el precio de un cadáver era de unas ocho guineas, pero también que él había pagado anteriormente entre dos y catorce guineas. Otras personas afirmaron haber pagado hasta veinte guineas por cadáver. En comparación con los cinco chelines que podía ganar a la semana una tejedora de seda en el East End de Londres o la única guinea que cobraba un criado de una casa adinerada, aquellas eran sumas considerables de dinero, por lo que el robo de cadáveres era un negocio muy rentable. Los cirujanos del Royal College de Edimburgo se quejaron de que los resurreccionistas estaban especulando con los precios, sobre todo cuando la escasez local causaba que estos subieran. Un cirujano declaró ante la Comisión Especial que creía que los ladrones de cadáveres manipulaban el mercado en su propio beneficio. Sin embargo, no hubo críticas del «Club de Anatomía», un intento de los anatomistas de controlar el precio de los cadáveres para su beneficio.
Los precios también variaban en función del tipo de cadáver que estuviera a la venta. Ya que ofrecían mayores oportunidades para el estudio de la musculatura, los cuerpos de hombres eran preferibles a los de mujeres, mientras que los fenómenos raros  eran más valorados. Por ejemplo, el cadáver de Charles Byrne, el llamado «gigante irlandés», alcanzó un precio de unas 500 libras cuando lo compró el cirujano y anatomista escocés John Hunter. El esqueleto de Byrne permanece en exhibición en el Real Colegio de Cirujanos de Inglaterra. También se comerciaba con cuerpos de niños, catalogados como big smalls, smalls  o fetos. Las partes de cadáveres, tales como un cuero cabelludo con una hebra de cabello largo adherida o dientes de buena calidad, también alcanzaban buenos precios, no porque tuvieran un valor intrínseco para el anatomista, sino porque se utilizaban para transformar a los vivos.
A falta de cifras fiables acerca del número de disecciones que tuvieron lugar en la Gran Bretaña del siglo XVIII, la verdadera magnitud del robo de cadáveres sólo puede estimarse. La historiadora Ruth Richardson sugiere que, a nivel nacional, se robaban varios miles de cadáveres al año. La Comisión Especial de 1828 informó que, en 1826, hubo 701 estudiantes que diseccionaron 592 cadáveres. En 1831, sólo se promulgaron 52 de las 1.601 penas de muerte dictaminadas, es decir, un número muy bajo como para satisfacer la demanda. Como los cadáveres no eran considerados como propiedad y nadie podía poseerlos ni robarlos,  el robo de cadáveres seguía teniendo un carácter cuasi legal, ya que el delito se cometía contra la tumba y no contra el cuerpo. En las pocas ocasiones en que eran sorprendidos, era probable que los resuccionistas recibieran una flagelación pública o una condena por delitos contra las costumbres públicas. Sin embargo, por lo general, las autoridades trataban la práctica como un secreto a voces y la ignoraban. Una notable excepción se produjo en la ciudad de Great Yarmouth en 1827, con la captura de tres resurreccionistas. En una época en que los ladrones eran deportados regularmente por robo, dos de los ladrones de cadáveres fueron puestos en libertad y el tercero, enviado a Londres para ser juzgado, fue encarcelado por sólo seis meses. A los resurreccionistas también les ayudaba la disección del cadáver: ya que el proceso también destruía las pruebas, era improbable que tuviera éxito un proceso judicial.

## Resurrección

### Método

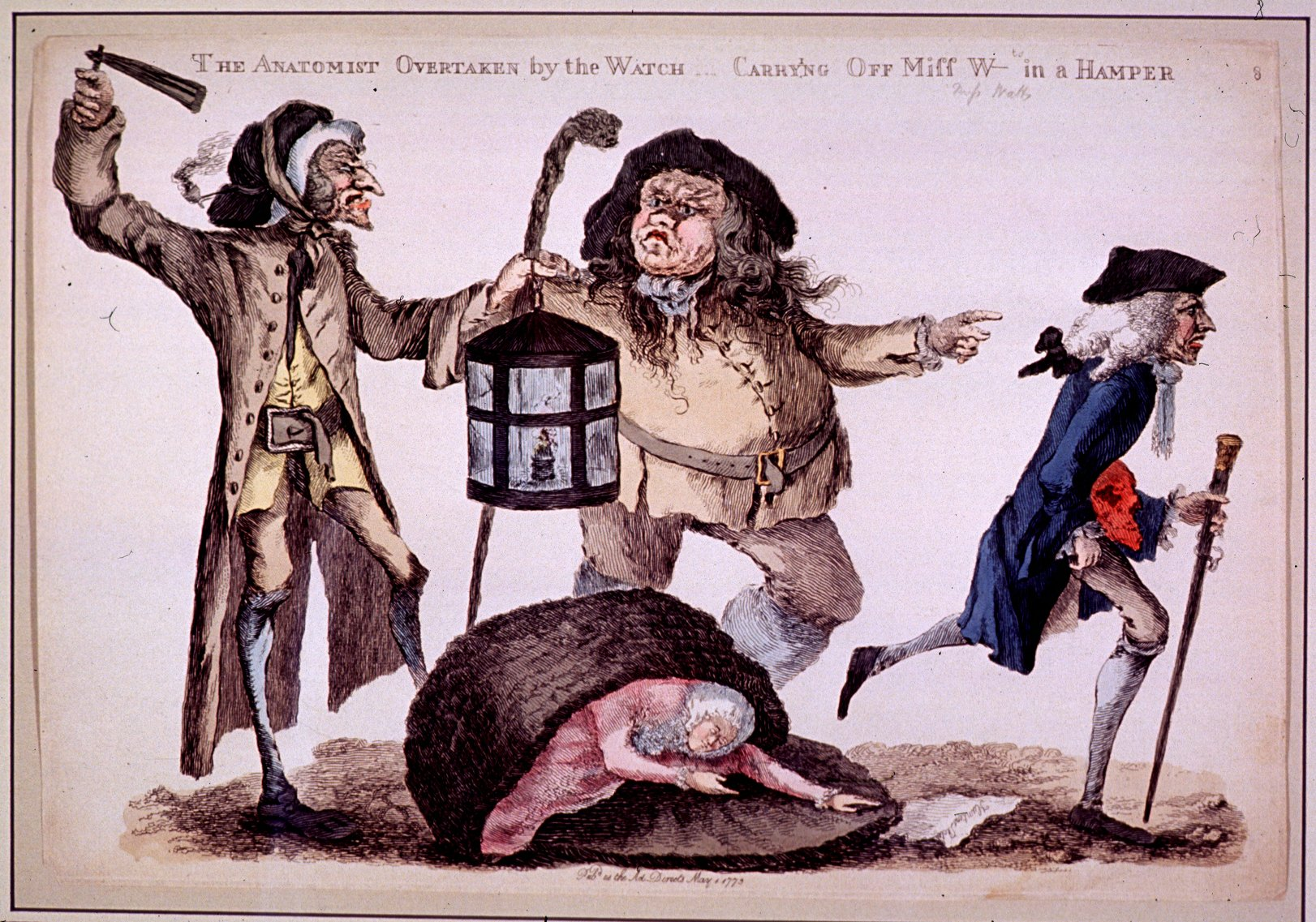
The Anatomist Overtaken by the Watch (1773), por el caricaturista William Austin. La caricatura ilustra al cirujano y anatomista escocés John Hunter cuando escapaba de dos vigilantes.

Los resurreccionistas solían encontrar cadáveres mediante una red de informantes. Sepultureros, enterradores, empleados de compañías funerarias, funcionarios locales, cada uno de ellos confabulaba para sacar su tajada de las ganancias. Solían trabajar en grupos pequeños, en horas de la noche, ayudados por una linterna. Su modus operandi consistía en cavar un agujero (a veces con una pala de madera, la cual resultaba más silenciosa) hacia uno de los extremos del ataúd. Para disimular esta actividad, a veces arrojaban la tierra sobre un trozo de lona colocado a un lado de la tumba. Para amortiguar el sonido, colocaban un saco sobre la tapa y luego la abrían. El peso de la tierra sobre el resto de la tapa rompía la madera, lo que permitía que los ladrones sacaran el cadáver. A continuación, despojaban al cadáver de sus ropas, lo ataban y lo metían en un saco. Todo el proceso podía tardar unos 30 minutos. Trasladar el cadáver de un indigente era menos problemático, ya que sus cuerpos solían conservarse en fosas comunes que permanecían abiertas a la intemperie hasta que se llenasen, lo que a menudo tardaba semanas.
Si eran sorprendidos en el acto, los ladrones de cadáveres podían encontrarse a merced de la población local. En febrero de 1830, se produjo una violenta confrontación en un cementerio de Dublín, cuando un grupo de dolientes se enfrentó a un grupo de resurreccionistas. Los potenciales ladrones de cadáveres se retiraron, pero regresaron varias horas después con más hombres. El grupo de dolientes también había aumentado en número y, además, ambos grupos portaban armas de fuego. Una «lluvia de balas, proyectiles y perdigones proveniente de los resurreccionistas» provocó una «descarga de armas de fuego de parte de los defensores». La lucha cuerpo a cuerpo incluyó el uso de picos, hasta que los resurreccionistas se retiraron. En 1832, tres hombres fueron detenidos mientras transportaban los cadáveres de dos ancianos, cerca de Deptford, en Londres. Al propagarse el rumor de que los dos cadáveres eran víctimas de asesinato, una gran multitud se congregó en las afueras de la comisaría. Cuando sacaron a los sospechosos para llevarlos ante los magistrados locales, al cuerpo de policía, que contaba con alrededor de 40 agentes, le resultó difícil «evitar que sus prisioneros fueran sacrificados por la indignada multitud, que estaba ansiosa por infligirles el castigo que creía que merecían».

### Bandas de ladrones

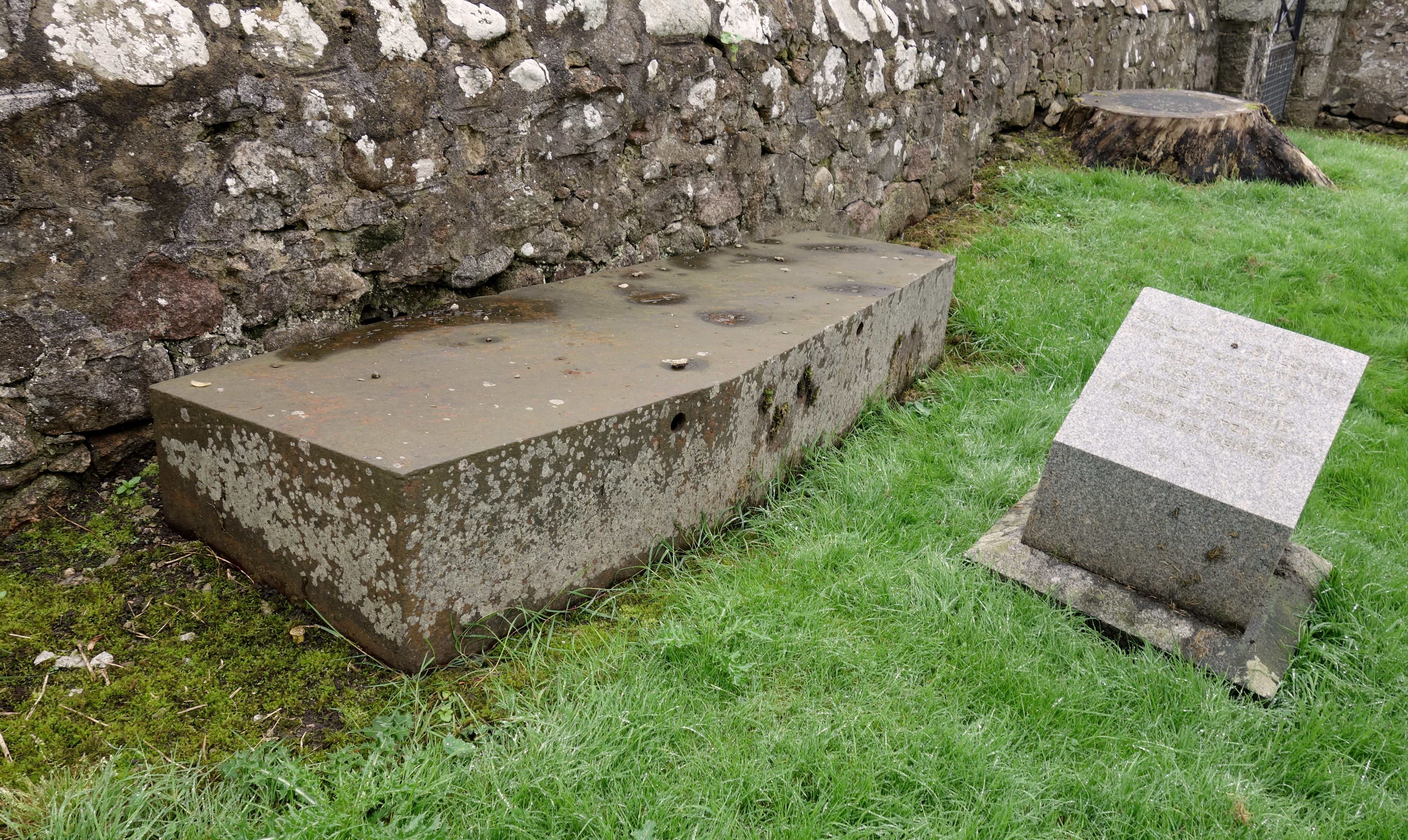
Una estructura funeraria de seguridad en Banchory-Devenick, Escocia

Es posible que en 1831 haya habido hasta siete bandas de resurreccionistas en acción. La Comisión Especial de Anatomía de 1828 sospechaba que había unos 200 resurreccionistas en Londres y que la mayoría trabajaba a tiempo parcial. En su mejor época, la banda London Borough Gang, que operó entre 1802 y 1825, estuvo compuesta por al menos seis hombres. Estos fueron dirigidos primero por Ben Crouch, quien había trabajado como celador en el hospital universitario Guy's Hospital, y más tarde por Patrick Murphy. Bajo la protección de Astley Cooper, la banda de Crouch abastecía a algunas de las escuelas de anatomía más importantes de Londres, pero las relaciones no siempre fueron amistosas. En 1816, la banda cortó el suministro a la Escuela de Medicina del Hospital Saint Thomas y le exigió un aumento de dos guineas por cadáver. La reacción de la escuela fue recurrir entonces a resurreccionistas autónomos. En respuesta, los miembros de la banda irrumpieron en las salas de disección, amenazaron a los estudiantes y atacaron a los cadáveres. La escuela llamó a la policía pero luego, preocupada por la publicidad negativa, pagó la fianza de sus atacantes y entabló negociaciones. La banda también intentó dejar a sus rivales sin negocio, ya fuera mediante la profanación de un cementerio (para que dejase de ser seguro para los ladrones de tumbas) o mediante denuncias a la policía contra los resurreccionistas autónomos, para luego reclutarlos una vez que fueran liberados de la cárcel. Uno de estos individuos fue Joshua Naples, quien escribió The Diary of a Resurrectionist, una lista de sus actividades entre 1811 y 1812. Entre los relatos que detallan los cementerios que saqueaba, las instituciones a las que entregaba los cadáveres, cuánto le pagaban y sus borracheras, el diario de Naples menciona también la incapacidad de su banda para trabajar bajo la luna llena, la imposibilidad de vender un cadáver considerado «putrefacto» y el abandono de un cadáver que se creía infectado de viruela.
Las turbas violentas no eran los únicos problemas a los que se enfrentaban los ladrones de cadáveres. Naples también escribió acerca de cómo se topó con «patrullas» y cómo «los perros se nos echaban encima», lo que son referencias a algunas de las medidas tomadas para proteger las tumbas contra ladrones como él. Las personas de la aristocracia y las muy adineradas ponían a sus muertos en ataúdes triples, bóvedas y capillas privadas, que a veces eran custodiadas por sirvientes. La gente menos adinerada disponía de ataúdes dobles que se enterraban en fosas profundas ubicadas en terrenos privados. Las defensas más básicas incluían colocar pesas pesadas sobre el ataúd o rellenar la tumba con piedras en lugar de tierra. A veces, tales medidas disuasorias se tomaban en vano. Al menos un cementerio de Londres era propiedad de un anatomista de quien se decía que había «obtenido un famoso suministro [de cadáveres]... y podía cobrar muy bien por enterrar un cuerpo allí y después obtener de sus alumnos entre ocho y doce guineas ¡por volver a sacarlo!» Entre las creaciones más elaboradas figuraba The Patent Coffin  un artilugio de hierro con resortes ocultos para evitar que se abriera la tapa. En ocasiones, los cadáveres se aseguraban dentro de sus ataúdes mediante correas de hierro, mientras que otros diseños utilizaban tornillos especiales para reforzar las bandas metálicas colocadas alrededor del ataúd. En Escocia, se usaban jaulas de hierro, llamadas mortsafes, que encerraban los ataúdes enterrados o se colocaban sobre cimientos de hormigón para cubrir toda la tumba. Algunas cubrían más de un ataúd, mientras que otras tenían la forma de celosías de hierro fijadas bajo grandes losas de piedra que se enterraban con el ataúd. Es posible que no hayan sido lo suficientemente seguras. Tal como observó un escritor del siglo XX, es probable que un ataúd vacío hallado bajo un féretro enterrado en el pueblo de Aberlour, en Escocia, haya sido «abierto durante la noche siguiente al funeral y vuelto a cerrar con cuidado, de modo que la alteración del suelo había pasado desapercibida o se había atribuido al enterramiento original».

### Otros métodos
En ocasiones, los resurreccionistas les pagaban a algunas mujeres para que se hicieran pasar por familiares afligidas y así poder reclamar un cadáver de un hospicio. Algunas parroquias no se esforzaban mucho por detener esta práctica, ya que les ayudaba a reducir sus gastos funerarios. También se sustraían cadáveres de casas mortuorias. En una ocasión, el criado de Astley Cooper se vio obligado a devolver tres cadáveres, por un valor de 34 libras con dos chelines, a una casa mortuoria en el distrito de Newington, Londres. También era común que se les pagasen sobornos a los sirvientes de empleadores recién fallecidos que yacían de cuerpo presente. Sin embargo, este método conllevaba sus propios riesgos, ya que los cadáveres a menudo se exhibían públicamente antes de ser enterrados. Algunos incluso se sustraían de residencias privadas. En 1831, el periódico The Times informaba que «un grupo de resurreccionistas» había irrumpido en una residencia en Bow Lane y se había llevado el cadáver de una mujer anciana, a la que «estaban velando sus amigos y vecinos». Al parecer, los ladrones habían «actuado con la más repugnante indecencia, arrastrando tras ellos el cadáver en sus ropas mortuorias por el barro de la calle». Incluso se sustraían cadáveres (sin autorización legal de ningún tipo) de prisiones y hospitales navales y militares.
Aunque algunos cirujanos evitaban utilizar cadáveres humanos y preferían usar facsímiles, moldes de escayola, modelos de cera y animales, también se extraían cuerpos de los cementerios de los hospitales. Excavaciones realizadas en el Hospital Real de Londres parecen corroborar las afirmaciones hechas casi 200 años antes de que la escuela del hospital «se abastecía enteramente de sujetos que fueron sus propios pacientes».

## Disección y anatomía

### Opinión pública

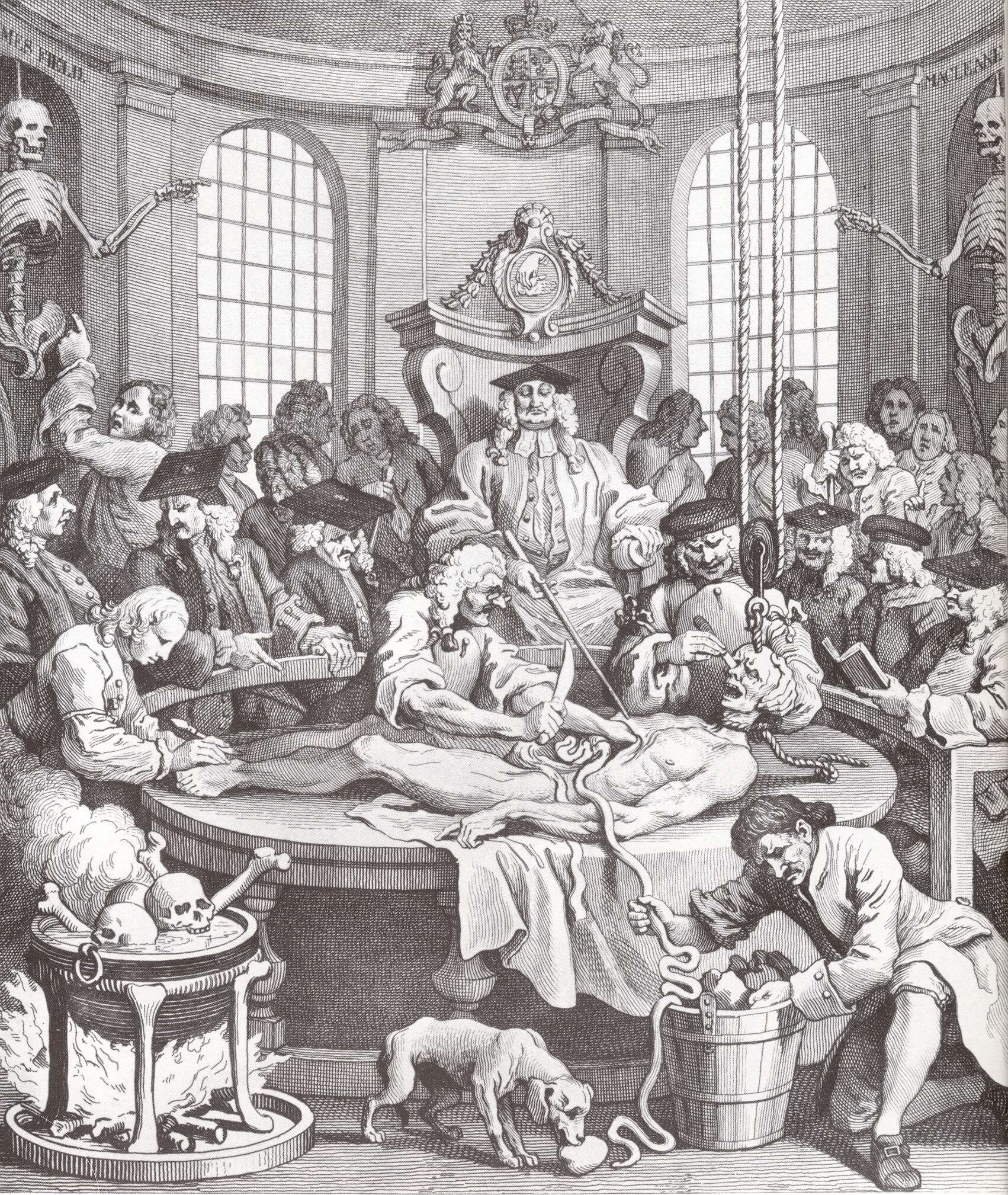
The Reward of Cruelty (1751), por William Hogarth. Un delincuente es diseccionado por cirujanos. La imagen contiene varias referencias a supersticiones populares acerca del cadáver humano y el tratamiento que le daba la ley inglesa.

En 1783, las ejecuciones en Londres se trasladaron de Tyburn a la prisión de Newgate, lo que redujo la probabilidad de interferencia pública y reforzó el control de las autoridades sobre los delincuentes. Sin embargo, la opinión de la sociedad acerca de la disección continuaba siendo inequívoca: la mayoría prefería la horca a la apertura de un cadáver. Martin Gray, condenado a muerte en 1721 por regresar antes de tiempo del destierro, estaba «muy asustado de que su cuerpo fuera cortado, desgarrado y destrozado después de la muerte, y había enviado a su mujer a un tío a que le diera dinero para evitarlo». Vincent Davis, condenado en 1725 por asesinar a su esposa, dijo que prefería ser «colgado con cadenas» que «diseccionado» y a tal efecto había «enviado muchas cartas a todos sus antiguos amigos y conocidos para formar una compañía e impedir que los cirujanos hicieran lo que quisieran con su cuerpo». Hubo casos de criminales que sobrevivieron a la caída corta, pero la disección del cuerpo eliminó cualquier esperanza de escapar de la muerte. Una creencia popular decía que los anatomistas sólo se interesaban por la disección como meros ejecutores de la ley, una relación que establecieron por primera vez los reyes Jacobo IV y Enrique VIII. Según Thomas Wakley, editor de la revista médica británica The Lancet, esto rebajaba «el carácter de la profesión en la mente del público». También se pensaba que el trabajo de los anatomistas causaba que el propietario del cuerpo fuera irreconocible en el más allá. Por consiguiente, aunque eran menos odiados que los resurreccionistas que empleaban, los anatomistas seguían corriendo el riesgo de sufrir ataques. Los familiares de un hombre ejecutado en 1820 mataron a un anatomista y le dispararon a otro en el rostro, mientras que en 1831, tras el descubrimiento de carne humana enterrada y tres cuerpos diseccionados, una turba incendió un anfiteatro anatómico en Aberdeen. Andrew Moir, propietario del anfiteatro, escapó por una ventana, mientras que dos de sus estudiantes fueron perseguidos por las calles.
Algunos aspectos de la opinión popular acerca de la disección quedaron ejemplificados en el último panel de The Four Stages of Cruelty de William Hogarth, una serie de grabados que representan el recorrido de un delincuente hasta llegar al anfiteatro anatómico. El cirujano en jefe (John Freke) aparece como un magistrado, mientras observa la examinación del cadáver del asesino Tom Nero por la Compañía de Cirujanos. Según la profesora Fiona Haslam, la escena refleja la opinión popular de que los cirujanos eran «en general, de mala reputación, insensibles al sufrimiento humano y propensos a victimizar a la gente del mismo modo que los criminales victimizaban a sus presas». Otra creencia popular a la que aludía Hogarth era que los cirujanos eran tan ignorantes del respeto que les debían a los sujetos de sus examinaciones, que permitían que los restos se convirtieran en nada más que vísceras. En realidad, el trato vejatorio que los ladrones de cuerpos infligían en los cadáveres continuaba en los locales donde los entregaban. En una ocasión, el anatomista inglés Joshua Brookes admitió que había tirado un cadáver en un saco a patadas por un tramo de escaleras, mientras que el médico escocés Robert Christison se quejó de la «escandalosa indecencia sin ningún calificativo de ingenio» demostrada por un conferencista que diseccionaba a una mujer. También eran frecuentes las bromas. Un estudiante londinense provocó un motín luego de que, por estar bromeando, dejó caer una pierna amputada por la chimenea de una casa, hasta que cayó dentro de una cacerola.

### Ley de Anatomía de 1832

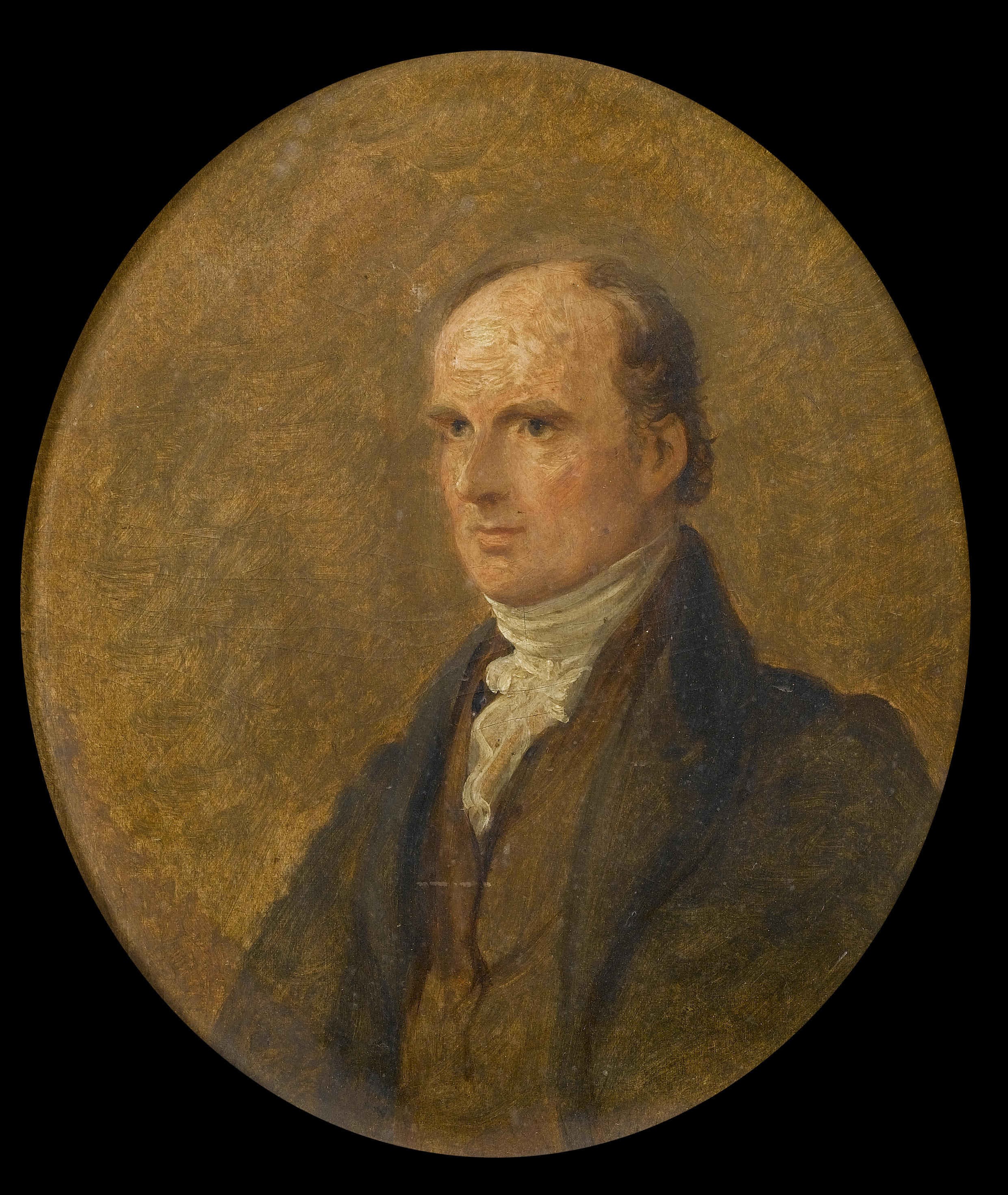
Retrato de Henry Warburton (1833), por el pintor inglés George Hayter. El parlamentario Warburton fue el autor del informe de la Comisión Especial de Anatomía de 1828 y también presentó dos proyectos de ley al Parlamento, el segundo de los cuales se convirtió en la Ley de Anatomía de 1832.

En marzo de 1828, en Liverpool, fueron absueltos tres acusados de conspiración para delinquir y de obtener y recibir ilegalmente un cadáver enterrado en Warrington, mientras que los dos acusados restantes fueron declarados culpables de posesión ilegítima. El comentario del juez que presidía el tribunal, según el cual «el desenterramiento de cadáveres para su disección era un delito punible», llevó al Parlamento a crear la Comisión Especial de Anatomía en 1828. La comisión les tomó declaración a 40 testigos: 25 miembros de la profesión médica, 12 funcionarios públicos y 3 resurreccionistas, quienes permanecieron en el anonimato. Se debatió acerca de la importancia de la anatomía, el suministro de sujetos para la disección y la relación entre anatomistas y resurreccionistas. La comisión concluyó que la práctica de la disección era esencial para el estudio de la anatomía humana y recomendó que se les permitiera a los anatomistas apropiarse de los cadáveres de personas indigentes.
Henry Warburton, autor del informe de la comisión especial, fue quien presentó el primer proyecto de ley al Parlamento en 1829. Tras una encendida defensa de las personas indigentes por parte de los pares en la Cámara de los Lores, el proyecto de ley fue retirado. Sin embargo, casi dos años después, Warburton presentó un segundo proyecto de ley, poco después de la ejecución de John Bishop y Thomas Williams. La banda de los London Burkers, como se les conocía a los dos hombres, se inspiraron en una serie de asesinatos cometidos por William Burke y William Hare, dos irlandeses que le vendían los cadáveres de sus víctimas a Robert Knox, un cirujano escocés. Aunque Burke y Hare nunca robaron tumbas, su caso ocasionó que, en la opinión pública, los resurreccionistas pasaran de ser vistos como profanadores a asesinos en potencia. La consiguiente ola de ansiedad social contribuyó a acelerar la tramitación parlamentaria del proyecto de ley de Warburton y, a pesar del gran oprobio público, la Ley de Anatomía de 1832 se convirtió en ley el 1 de agosto de 1832 con escasa oposición en el Parlamento. Derogaba la parte de la Ley de 1752 que permitía diseccionar a los asesinos y así ponía fin a la tradición, que databa de hacía siglos, de diseccionar a los delincuentes. No obstante, no desalentaba ni prohibía ni el robo ni la venta de cadáveres (cuya situación jurídica seguía siendo incierta). Otra cláusula permitía entregar el cuerpo de una persona para su «examen anatómico», siempre y cuando la persona interesada no se hubiera opuesto. Ya que las personas indigentes apenas sabían leer y escribir y, por lo tanto, no podían dejar instrucciones por escrito en caso de fallecimiento, esto significaba que el personal de administración de instituciones de beneficencia (como los hospicios, por ejemplo) era quien decidía quiénes pasaban a la mesa del anatomista. También se abusaba de la estipulación de que podían intervenir testigos, ya que éstos podían ser compañeros de celda del fallecido y, por consiguiente, carecían de potestad para oponerse, o personal del hospicio que ganaba dinero por mirar hacia otro lado.
A pesar de la aprobación de la Ley de Anatomía, la práctica de los resurreccionistas continuó siendo habitual, ya que la oferta de cadáveres de personas indigentes que no habían sido reclamadas resultaba insuficiente al principio para satisfacer la demanda. En 1838, los miembros de la Comisión de la Ley de Indigentes informaron acerca de dos resurreccionistas fallecidos que habían contraído una enfermedad de un cadáver putrefacto luego de haberlo desenterrado. Ya para 1844, el oficio había desaparecido en su mayor parte. Se observó un caso aislado en Sheffield, en el cementerio de Wardsend, en 1862.